# Santé publique au Québec
Ne doit pas être confondu avec le Système de santé au Québec

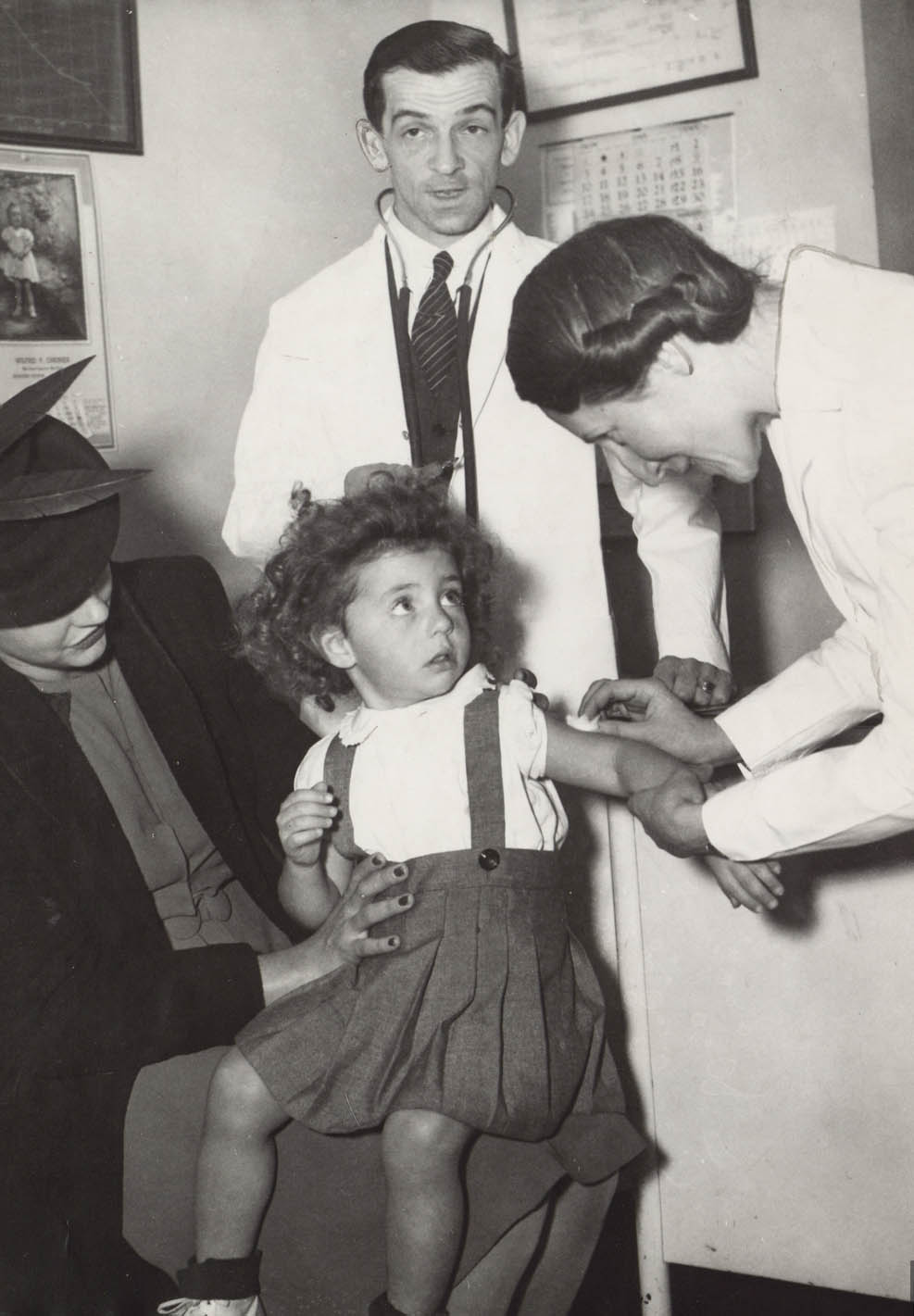
Inoculation d'une enfant contre la diphtérie à la clinique Laurier de Montréal en 1945

La santé publique au Québec rassemble l’ensemble des mesures, connaissances et techniques mises en œuvre de façon collective dans la société québécoise pour prévenir les maladies, préserver la santé, améliorer la vitalité et la longévité des individus. La santé publique poursuit une politique de santé qui met l'accent sur la prévention, notamment l'hygiénisme et la diététique, se base sur l'analyse de données relatives à la situation sanitaire ainsi que l'évolution des besoins de santé de la population.
À l'instar d'autres nations, les politiques de santé publique mises en place dans la société québécoise ont permis aux Québécois d'allonger considérablement leur espérance de vie depuis le milieu du XXe siècle. Présentement, c'est le Ministère de la Santé et des Services sociaux et plus particulièrement la Direction générale de la santé publique qui élabore les politiques de santé publique de l'État québécois. L'Institut national de santé publique du Québec pour sa part agit à titre de référence et de centre d'expertise en matière de santé publique au Québec.

## Historique

### Lutte contre les maladies contagieuses auXVIIe,XVIIIeetXIXesiècles

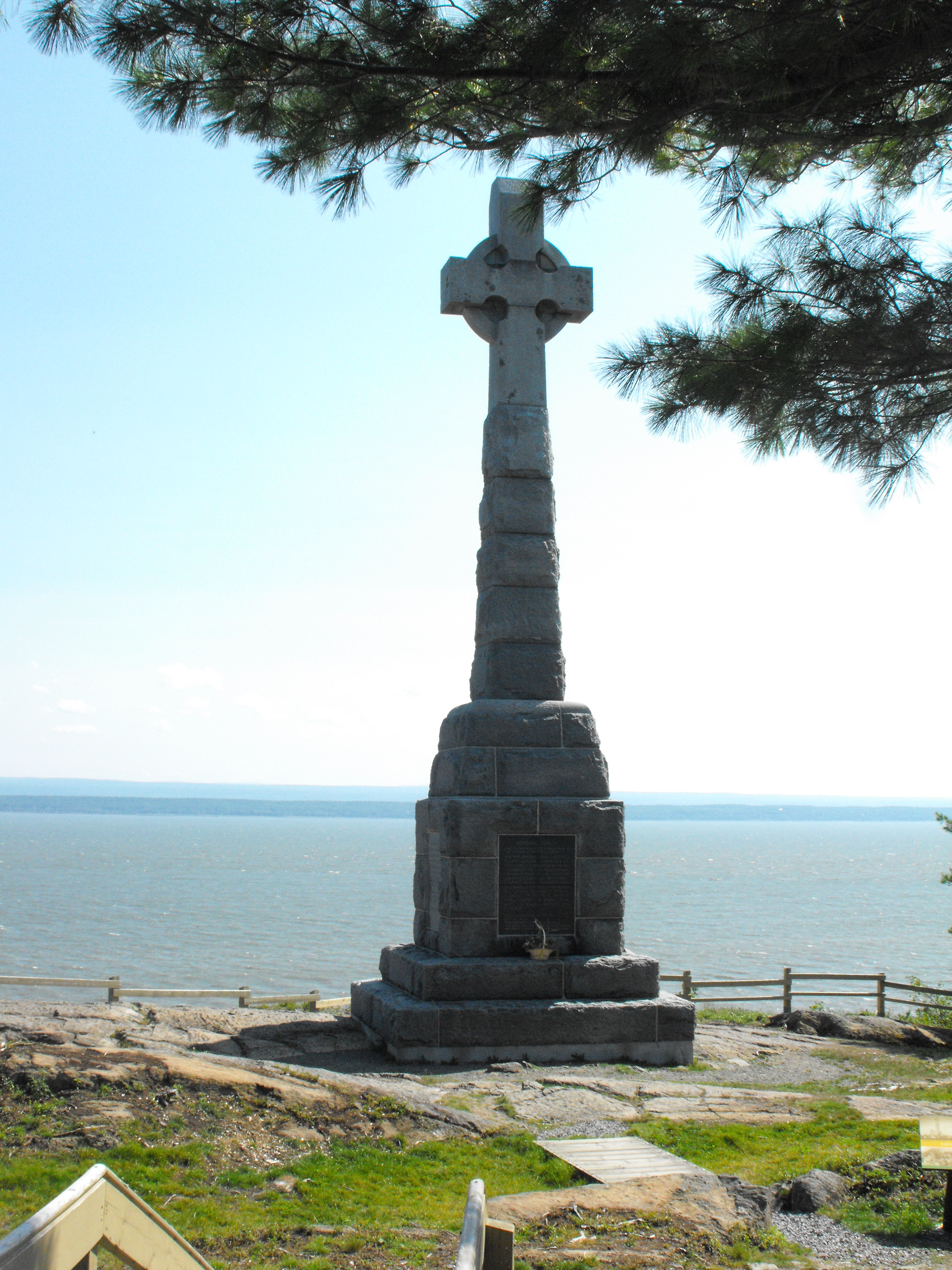
Croix celtique de Grosse-île, lieu de quarantaine des immigrants irlandais lors de la deuxième pandémie de choléra en 1832

La deuxième pandémie de choléra (1826-1841) amène le gouvernement du Bas-Canada à créer un lieu de quarantaine pour les immigrants arrivant par le Saint-Laurent à Grosse-Île. Un poste de quarantaine existait déjà à la Pointe-Lévy, mais on le trouvait trop près de Québec. En prescrivant des règles strictes de contrôle des navires, on comptait protéger la population de la maladie. Construit en 1834, l'Hôpital de la Marine sert également de lieu de quarantaine.

### Introduction de la pensée hygiéniste au Québec
« Pour avoir bonne santé, il faut obéir à certaines lois de la nature ; la connaissance de ces lois forme l'hygiène. L'hygiène, grâce aux études de la science, nous offre une foule de notion qui, mises en pratique, préviennent les maladies et nous aident à nous eu débarrasser quand nous en sommes victimes. »

— Dr. Séverin Lachapelle, La santé pour tous, 1880

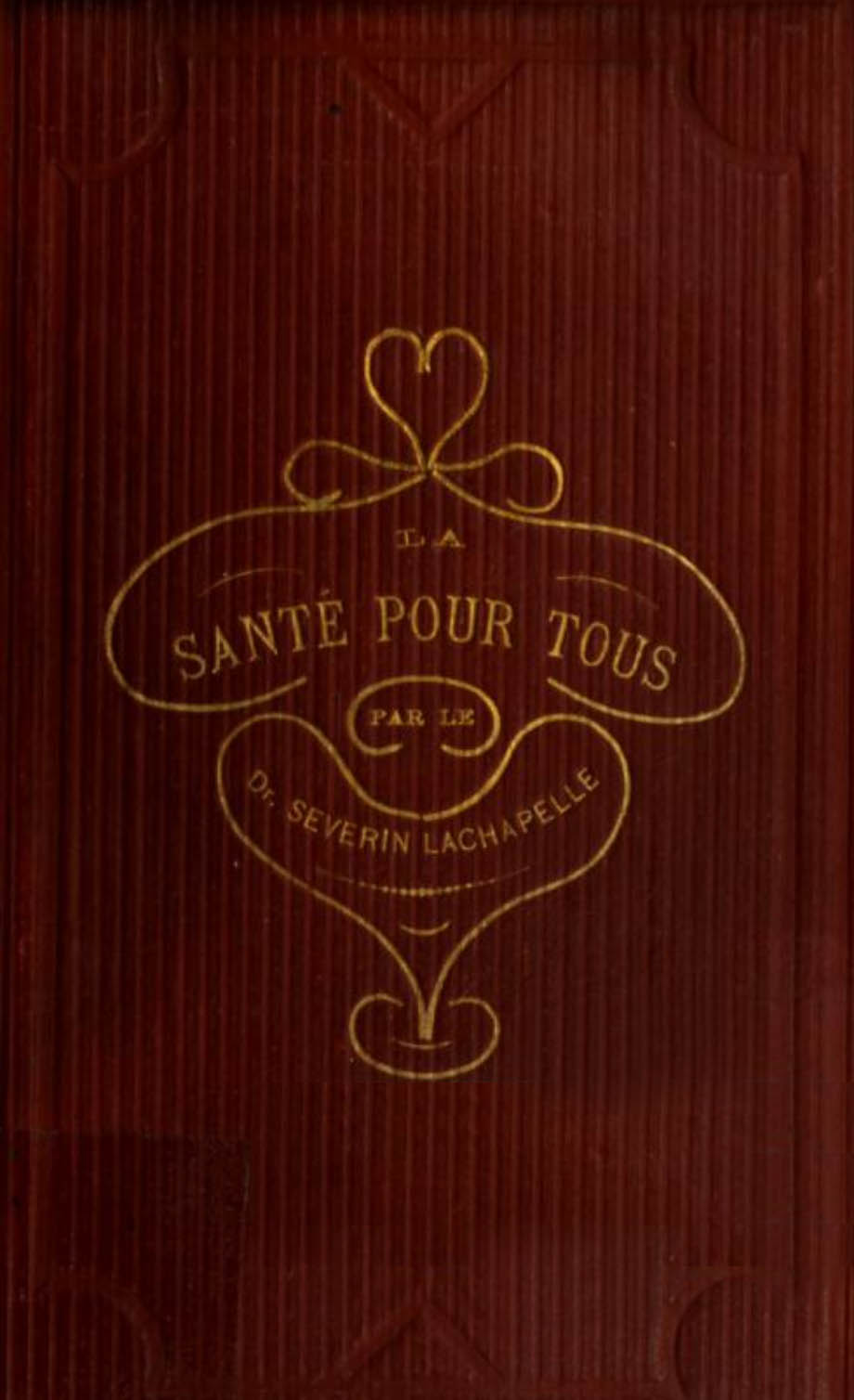
La santé pour tous du Dr. Séverin Lachapelle, premier ouvrage québécois d’importance sur la vulgarisation de la médecine et de l’hygiène

Bien qu'il existe en Europe occidentale plusieurs exemples d'ouvrages qui visent à inculquer les bases du savoir médical à la population au XVIIe siècle et XVIIIe siècle, ce n'est qu'à partir de la seconde moitié du XIXe siècle que de tels ouvrages sont diffusés au Canada français. L'un des premiers textes français de médecine populaire publiés au Québec est des extraits de La Santé des enfants de la Comtesse de Ségur qui paraissent dans le Journal de l’instruction publique, au cours de l'année 1857.
Le premier ouvrage québécois d’importance sur la vulgarisation de la médecine et de l’hygiène est La santé pour tous du Dr. Séverin Lachapelle publié en 1880.

### Initiatives municipales: cliniques, bains publics et dispensaires de la Goutte de lait

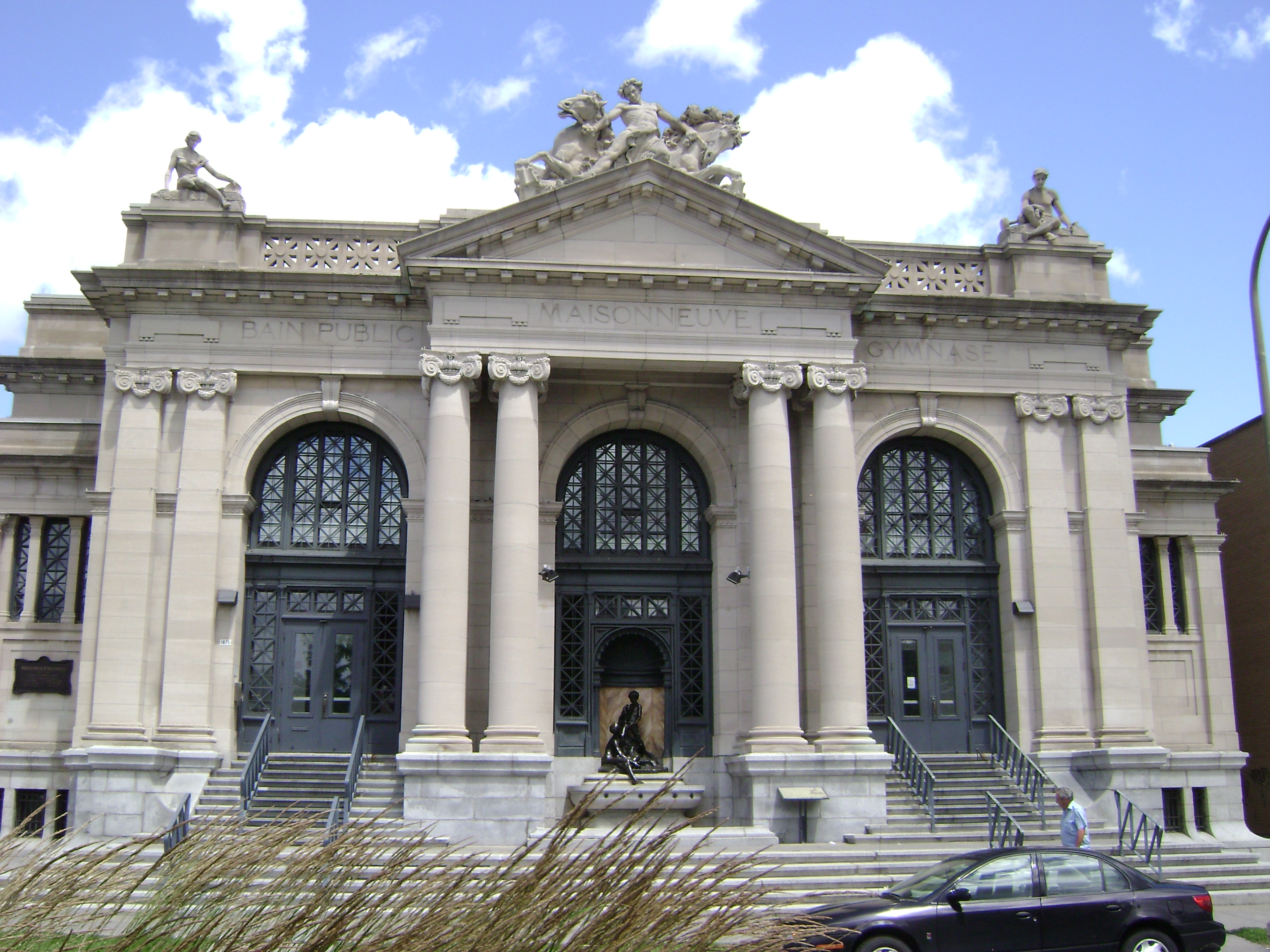
Bain public de Maisonneuve, construit en 1916

Au début du XXe siècle, Montréal et plusieurs villes du Québec connaissement de très forts taux de mortalité infantile. La stérilisation des récipients de lait pour les nouveau-nés n'est pas répandue, ce qui fait courir un risque sérieux d'infection et de transmission de maladies infectieuses. Les dispensaires de la Goutte de lait sont créés pour fournir des récipients stériles aux familles. En France, La Goutte de lait fut fondé en 1894.
Toujours au début du XXe siècle, la plupart des logements de Montréal n'ont pas accès à l'eau chaude et ne comptent ni douche, ni baignoire. Plusieurs habitants prennent leur bain dans le Saint-Laurent et le canal de Lachine, tous deux rendus insalubres par le rejet des égouts et la pollution industrielle. Cette situation entraîne également des noyades. Les autorités municipales décident alors de construire de nombreux bains publics dans le quartiers populaires de Montréal.

### Débuts de l'éducation sanitaire
La prise de conscience de l'éducation sanitaire au Québec débute dans les années 1940 et s’inspire des pratiques véhiculées du reste du Canada et des États-Unis,.

### Pôle de préparation aux pandémies de l’Est du Canada
L’Université de Montréal mène un consortium avec l'Université Laval et l'Université McGill pour mettre sur pied le Pôle de préparation aux pandémies de l'Est du Canada. Il s'agit d'un des cinq pôles créés au pays afin de préparer le Canada à affronter les futures pandémies et les autres crises de santé publique.